# Ann Antidote
Ann Antidote é uma artista e educadora portuguesa não-binária ativa nos campos do vídeo, instalação, shibari, performance e som. O seu trabalho aborda temas políticos e de justiça social geralmente representando os modos de vida queer, sex-positive ou poliamoroso. O seu trabalho foi apresentado internacionalmente, em contextos que vão - e sem distinção pela própria - de casas ocupadas, festas livres a bienais de arte, museus e galerias. Tem estado recentemente ativa em filmes influenciados pela pós-pornografia e pornografia feminista.

## Obras selecionadas

### Filmografia (seleção)
- 2010 - Vacations in slut meadow (orig. Schlampenau)[6]  (co-dirigido com Lun Ário)
- 2011 - Remember Gay Love Story  (com KAy Garnellen e Lun Ário)
- 2018 - At dagger's drawn[7][8] (co-dirigido com Notorische Ruhestörung)
- 2019 - A story of seasons[9] (co-dirigido com Caine Panick e Misantropikal)

### Instalação (seleção)
- 2013 - Where does your body end - comissionada para a Art Porn Week[10] na galeria Mind Pirates em Berlim.
- 2015 - Parole, parole - comissionada para o festival QuEAR (transtonale festival, Berlin).[2]